# 스페이스X
스페이스X(영어: SpaceX, 공식 회사명 Space Exploration Technologies Corp.)는 미국의 항공우주 장비 제조/생산 및 우주 수송 회사이다. 본사는 캘리포니아 주 호손에 위치해 있다. 우주로의 수송 비용을 획기적으로 절감하고 화성을 식민지화하겠다는 목표 아래 2002년 인터넷 벤처기업 페이팔의 창업자인 일론 머스크에 의하여 설립되었다. 설립 이래 스페이스X는 팰컨 발사체와 드래곤 우주선 시리즈를 개발해 왔으며, 둘은 상용화되어 지구 궤도로 화물을 수송하는 임무에 운용되고 있다.
스페이스X는 민간 항공우주 기업으로써 지금까지 수많은 업적을 거두어 왔다. 세계 최초로 민간 액체 추진 로켓을 지구 궤도에 도달시켰고 (2008년 팰컨 1); 우주선을 발사, 궤도 비행, 회수했으며 (2010년 드래곤); 국제 우주 정거장에 우주선을 도킹한 (2012년 드래곤) 세계 최초의 민간 항공 우주 기업이다. 또한 세계 최초로 로켓 1단 부스터를 역추진해 착륙시키는 데 성공하고 (2015년 팰컨 9) 이를 로켓 발사에 재사용하였다 (2017년 팰컨 9). 2017년 3월까지 스페이스X는 화물 재보급 계약의 일환으로 국제 우주 정거장에 총 10대의 우주선을 발사했다. NASA는 또한 2011년 스페이스X를 상업용 유인 우주선 개발 프로젝트의 추진 계획 지원 대상자로 선정하였으며, 유인 드래곤 우주선을 개발 중에 있다. 유인 우주선은 국제 우주 정거장으로 우주 비행사들을 수송하고 이들을 지구로 무사히 귀환시키는 임무에 운용될 예정이다.
스페이스X는 2011년 재사용 가능한 로켓 발사 시스템 개발을 발표했다. 2015년 12월, 팰컨 9의 1단 추진 로켓이 발사대 근처 착륙장에 성공적으로 수직 착륙했다. 이는 지구 궤도 비행용 우주선으로서는 전례 없었던 업적이기도 하다. 2016년 4월, CRS-8 발사 미션에서 스페이스X는 처음으로 1단 추진 로켓의 해상 바지선 수직 착륙에 성공하였다. 2016년 5월에는 고난도의 정지 천이 궤도 발사 미션에서 1단 추진 로켓 착륙에 성공하였다. 2017년 3월, 스페이스X는 세계 최초로 1단 추진 로켓을 발사에 재사용한 뒤 착륙에 성공했다.
2016년 9월, 스페이스X의 CEO 일론 머스크는 행성간 이동 시스템 (ITS)의 구체적인 계획을 공개했다. 프로젝트의 핵심은 행성간 이동용 유인 우주선에 사용될 기술을 개발해 충분한 수요를 확보한 뒤, 이를 바탕으로 장기간에 걸쳐 지속 가능한 화성 개척을 진행하는 것이다. 2017년, 일론 머스크는 유인 드래곤 우주선에 탑승해 자동 귀환 궤도 비행을 진행할 두 명의 민간인과 계약을 완료했다고 발표했다. 잠정적인 발사 날짜는 2018년으로 정해졌으며, 성공시 달 관광의 첫 번째 사례가 될 것으로 보인다.

## 역사

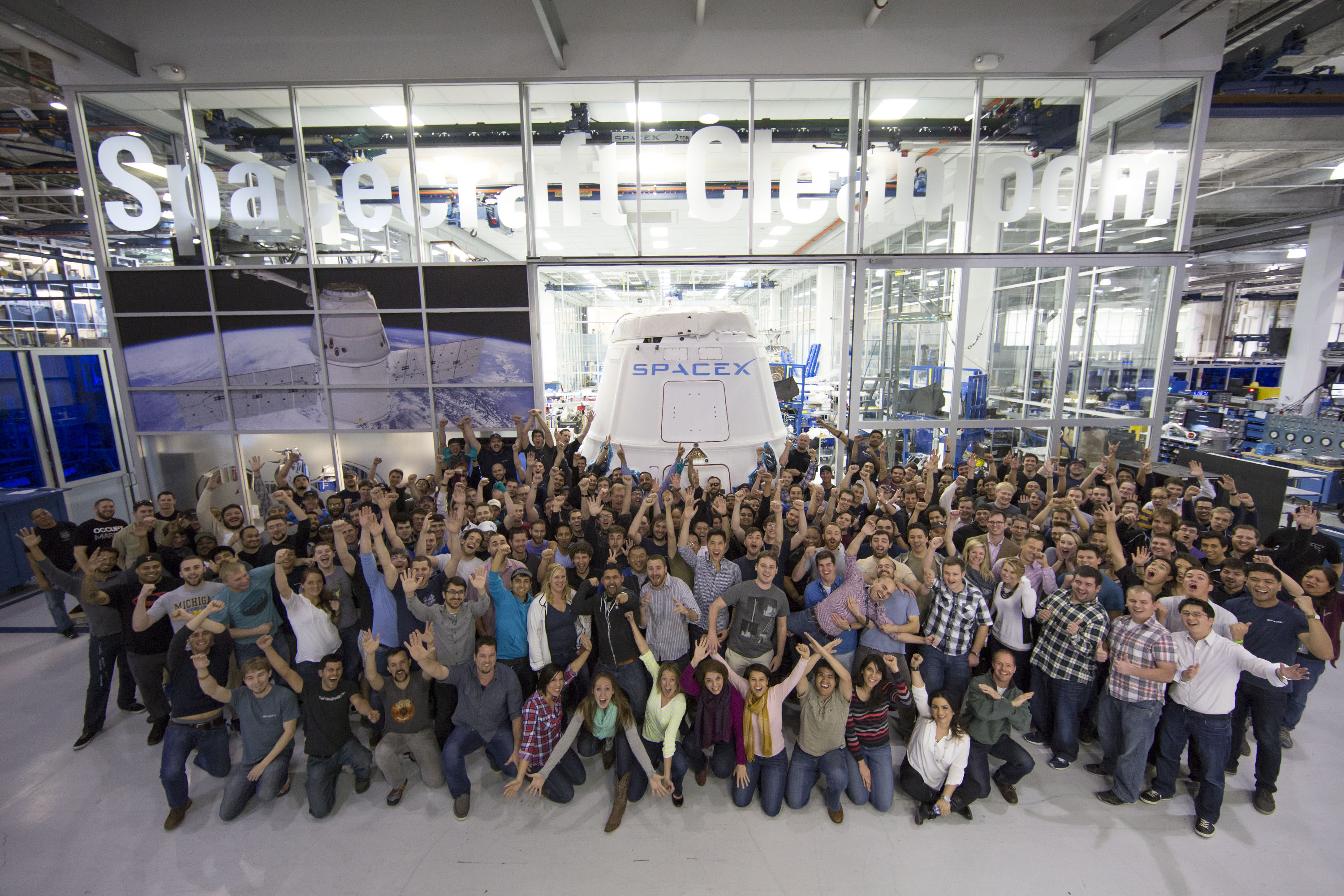
캘리포니아주 호손에 위치한 스페이스X 본사의 직원들과 드래곤 우주선 캡슐, 2015년 2월.

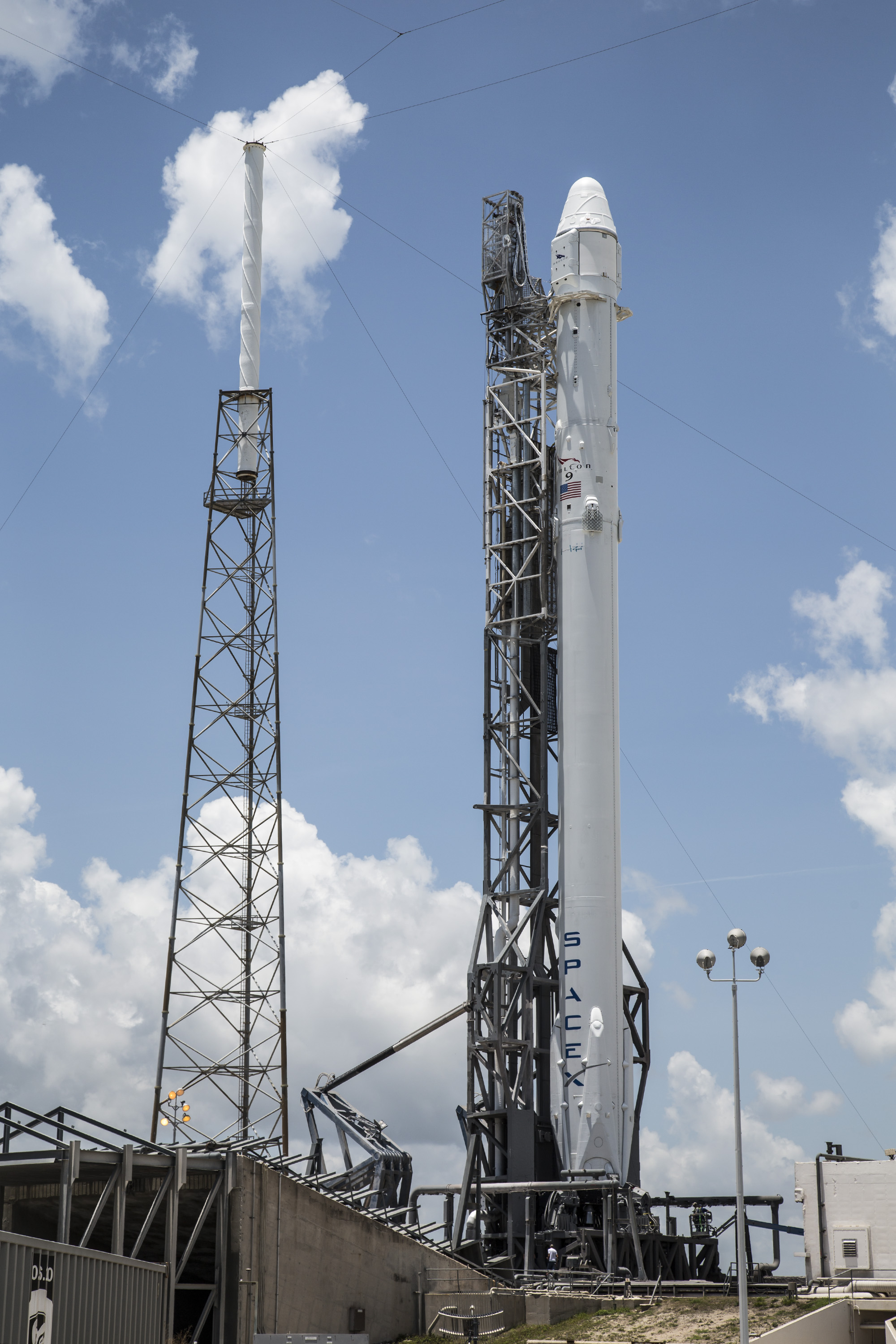
SLC-40 발사대에 장착된 CRS-7 드래곤 모듈과 팰컨 9호 로켓.

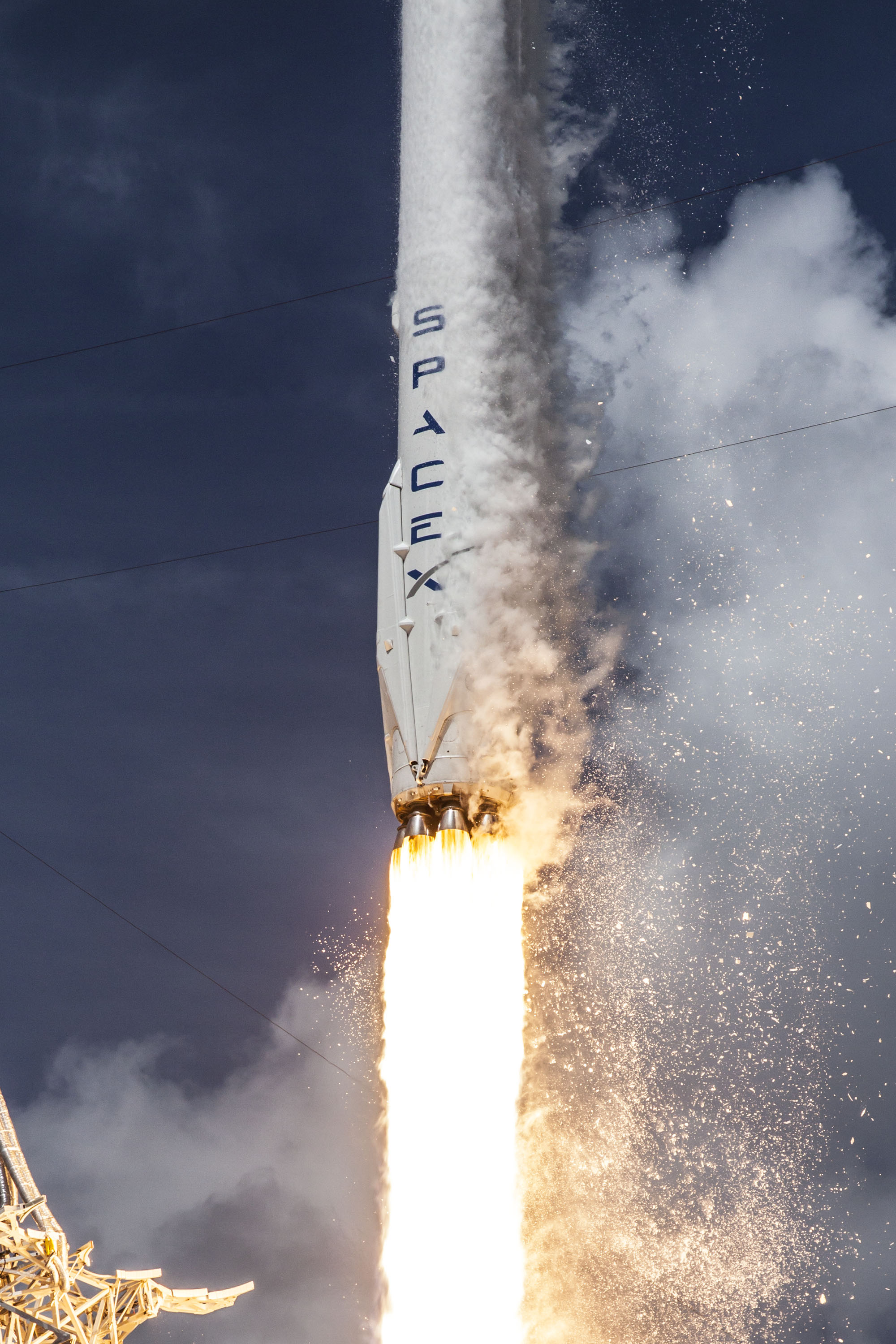
ORBCOMM OG2-M1 위성이 실린 팰컨 9호 로켓의 발사 모습.

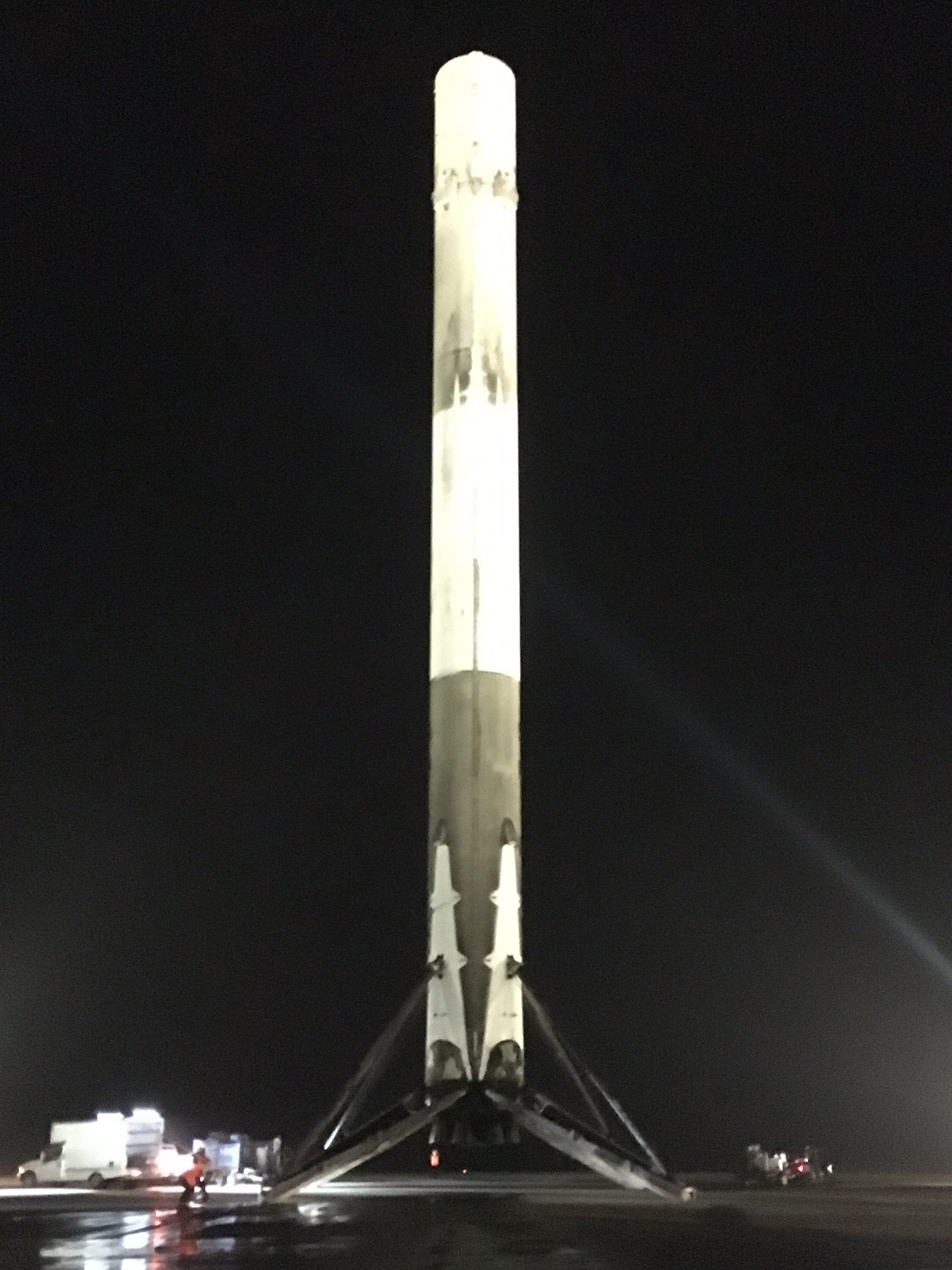
처음으로 지상 수직 착륙에 성공한 OG2미션 1단 궤도 부스터.

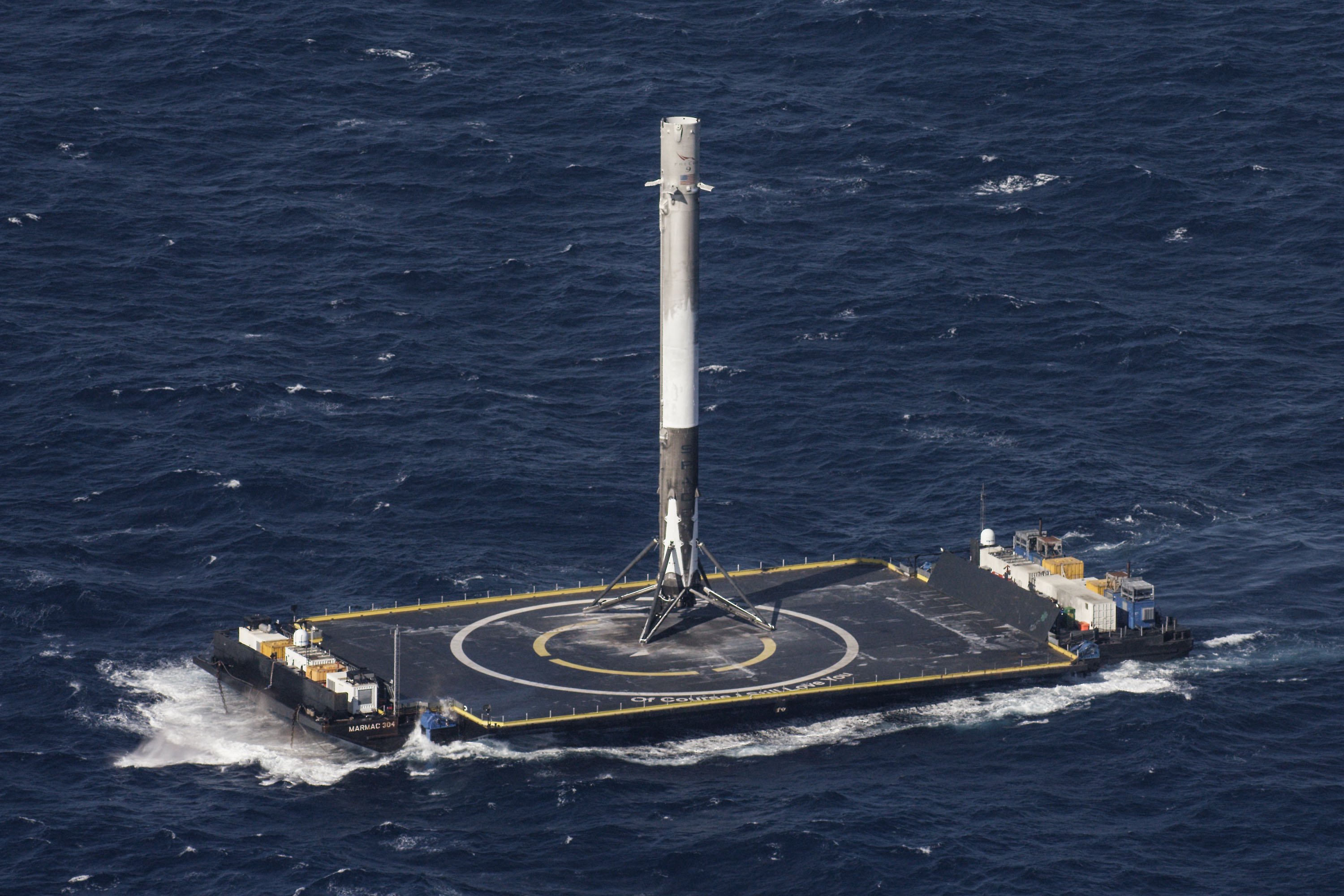
CRS-8 미션에서 처음으로 ASDS 해상 바지선 수직 착륙에 성공한 팰컨 9 1단 궤도 부스터.

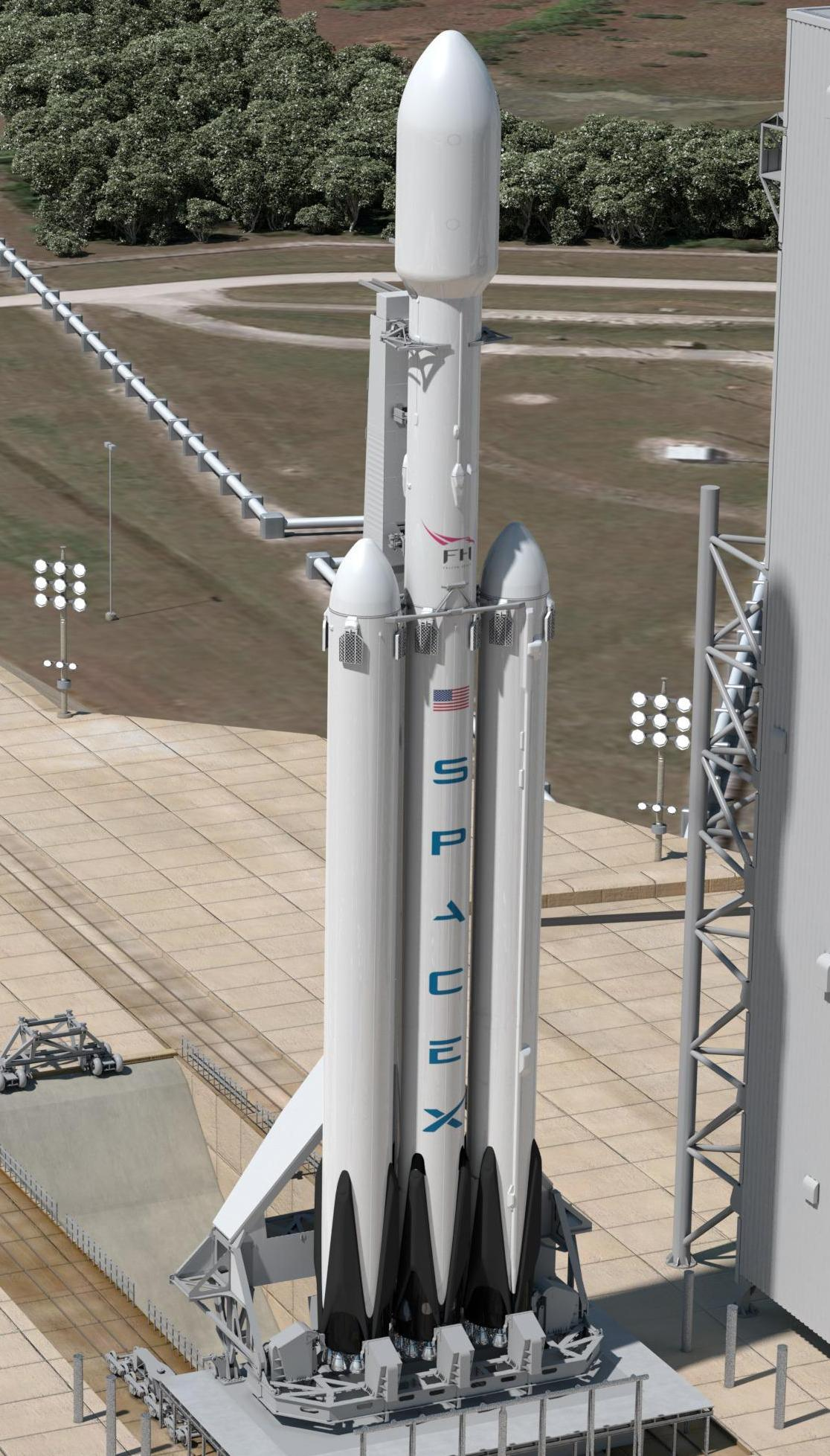
케이프 캐너버럴 39A 발사대에 위치한 팰컨 헤비 모형 로켓.

2001년 일론 머스크는 실험용 소형 온실을 화성에 설치해 식물을 기르는 화성 오아시스 (Mars Oasis)라는 이름의 프로젝트 구상을 발표했다. 이는 "지구의 생명체가 역사상 가장 먼 거리를 이동한" 실례가 될 것이며, 머스크는 우주 탐사에 대한 사람들의 식어버린 관심을 환기시키고, NASA의 예산을 늘리려는 의도로 이 프로젝트를 계획했다고 밝혔다.머스크는 러시아에서 저렴한 로켓을 구매하려 했으나, 적당한 가격대의 로켓을 찾지 못하고 결국 빈손으로 돌아와야 했다.
미국으로 돌아오는 비행편에서, 머스크는 자신에게 필요한 저비용 로켓을 직접 제작할 수 있는 회사를 만들겠다고 마음먹었다. 테슬라 (기업)와 스페이스X의 초기 투자자 중 한 명인 스티브 저벳슨에 따르면, 머스크는 당시 로켓의 실질적인 제작에 필요한 원자재의 비용이 완성된 로켓의 판매 가격의 3%밖에 차지하지 않는다는 사실을 계산해 알아냈다고 한다. 스페이스X는 수직 병합을 통해 로켓 발사에 필요한 모든 자재의 85%를 직접 생산하는 시스템을 갖추고, 모듈 방식의 소프트웨어 엔지니어링 접근을 통해 발사 비용을 현 수준의 10분의 1로 낮추면서도 약 70%의 수익을 남길 수 있었다. 스페이스X는 처음부터 복잡하고 회사를 파산시킬수 있을 정도로 리스크가 큰 발사체 대신, 운용할 수 있는 가장 작은 크기의 궤도 로켓의 개발에 매진해 왔다.
2002년 초, 머스크는 새로 설립한 민간 항공우주 회사의 직원을 모집했고 곧 회사명을 스페이스X로 결정했다. 머스크는 (현 스페이스X의 로켓 추진 부서 CTO) 로켓 엔지니어인 톰 뮬러에게 접근했고, 뮬러가 머스크의 회사를 위해 일하기로 결정하면서 스페이스X가 탄생했다. 초창기 스페이스X의 본사는 캘리포니아 엘 세군도의 한 창고였다. 회사가 2002년 설립된 이래 회사는 급격한 성장을 거듭하며 2005년 11월까지 160명이었던 직원수는 2010년 1100명, 10월 13일 3800명으로까지 늘어났으며 2015년 말에는 5000명에 근접했다. 2017년 4월을 기준으로 스페이스X의 직원은 약 6000명에 달한다. 머스크는 2016년 국제우주대회에서의 연설에서 직원들이 "첨단 무기 기술"을 개발하는 것으로 간주되기 때문에 스페이스X는 법적으로 미국인들만 고용할 수 있다고 밝혔다.
2012년 말을 기점으로 스페이스X는 약 40차례 이상 로켓을 발사했으며 발사 계약료는 40억 달러에 달한다. 또한 대부분의 계약사들은 이미 스페이스X에 발사 비용을 분할 지급하고 있다. 스페이스X의 발사 계약은 상업용과 미국 정부(NASA/DOD)용 목적을 모두 포함한다. 2013년 12월을 기준으로, 스페이스X는 총 50회의 발사 계약을 체결했으며, 이중 2분의 3은 민간 기업과 맺은 상업용 발사 계약이다. 2013년 말, 항공우주산업 언론은 스페이스X가 상업용 통신위성 발사 시장의 다른 경쟁자들 - 아리안 5와 Proton-M - 보다 훨씬 저렴한 가격에 위성 발사 서비스를 제공하고 있다고 보도하기 시작했다. 당시 스페이스X는 이미 10차례의 추가 정지 궤도 비행이 예정되어 있는 상태였다.
2017년 9월, 엘론 머스크는 가까운 미래의 유인 임무에서 사용될 우주복의 첫 번째 프로토타입 이미지를 공개했다. 해당 우주복은 시험 단계에 있으며, 진공 상태에서 약 2기압까지의 압력에 견딜 수 있도록 설계되었다.
2020년 7월, 스페이스X는 약 80차례 로켓을 발사했으며 97.8퍼센트의 높은 발사 성공률을 자랑하고 있다.

### 목표
머스크는 그의 궁극적인 목표중 하나가 우주선 발사 비용을 10분의 1 수준으로 낮추고, 우주 여행의 안정성을 높이는 것이라고 밝혔다. 회사의 2004년 초기 계획은 "중량 수송 장비를 개발하고, 고객 수요가 있을 경우 한계 중량을 더욱 늘리는 것"을 초기 목표로 삼았는데, 로켓의 크기가 증가할 때마다 화물을 지구 궤도에 올려놓기 위한 비용 (파운드 당)은 현저하게 줄어든다. CEO 엘론 머스크는 "파운드 당 500달러 (kg 당 1100 달러) 또는 그 이하는 충분히 성취 가능한 목표"라고 밝혔다.
스페이스X의 핵심 목표 중 하나는 신속하게 재활용 가능한 로켓 발사 시스템을 개발하는 것이다. 스페이스X가 공식적으로 발표한 기술 개발 진전 단계에 따르면, 2013년 3월까지 그래스호퍼 실험 로켓을 이용한 저속/저고도 수직 발사 및 착륙 (VTVL) 실험을 진행하였고, 고속/고고도 팰컨9 로켓 부스터의 발사 후 귀환 테스트를 시작하였다. 2013년 중순, 팰컨 9 로켓의 여섯 번째 발사부터 시작될 후자의 실험의 경우, 이후 발사될 모든 로켓의 1단 부스터가 수상 역추진 귀환 실험에서 하강 테스트 기체로 사용될 예정이다. 스페이스X의 COO 그윈 숏웰은 2013년 여름 싱가포르 위성 산업 포럼에서 "만약 [재사용 가능한 로켓 기술]의 개발에 성공한다면, 그리고 이를 위해 끊임없이 노력한다면 로켓 발사 비용을 5백만~7백만 달러 수준으로 낮출 수 있을 것이며, 이는 새로운 혁명을 가져올 것"이라고 밝혔다.
머스크는 2011년 인터뷰에서 10~20년 사이에 화성 표면으로 인간을 보내고 싶다고 대답했다. 2010년, 머스크의 계산은 화성의 식민지화가 가능하다는 사실을 스스로에게 설득시키기에 충분했다. 2013년 6월, 머스크는 "화성 개척용 우주선"이라는 표현을 이용해 (이는 이후 행성간 이동 시스템 - Interplanetary Transport System이라는 표현으로 변경 후 통일되었다) 스페이스X에서 계획 중인 새로운 프로젝트를 언급했다. 이는 로켓 엔진, 우주발사체, 그리고 유인 캡슐을 이용해 사람을 화성으로 보낸 후 지구로 귀환할 수 있는 우주선 발사 시스템을 개발하는 것이다. 2014년 3월, COO 그윈 숏웰은 현재 개발 중인 팰컨 헤비 로켓과 드래곤 2호가 운용되기 시작하면, 회사 엔지니어링 팀의 핵심 목표가 추후의 화성 미션에 필요할 운송 설비 기술을 개발하는 일에 맞춰질 것이라고 밝혔다. 이후 이는 스타쉽이라는 명칭의 초고중량발사체의 개발로 대체되었으며 이것의 개발이 성공할 경우 최초로 상하단 추진체가 모두 재활용 가능한 최초의 초고중량발사체가 될 것이다. 지금까지 스타호퍼를 통한 랩터 엔진의 성능 시험이 진행되었으며 추후 스타쉽 MK 1~2, 스타쉽 SN 1~11 까지의 총 13가지 원통형 프로토타입이 제작되었다. 아폴로 미션의 새턴 5호 로켓과 우주 발사 시스템(SLS)로켓에도 비견되는 추력을 가질 것으로 예상되어 나사의 아르테미스 프로그램의 물자 운송 및 달 표면 - 궤도 운송수단으로서의 활용, 게이트웨이 우주정거장의 발사 등등 다양한 분야에서의 활용이 확정되었다. 또한 이에 대하여 미국 항공 우주국으로부터 1조 3000억원 가량의 지원이 약속되었다.

### 업적
스페이스X가 달성한 핵심적인 업적과 기록은 다음과 같다:
- 지구 궤도에 도달한 최초의 민간 액체 로켓 (팰컨 1 4차 발사 - 2008년 9월 28일)
- 우주선을 성공적으로 발사, 비행, 회수한 최초의 민간 기업 (팰컨 9 2차 발사 - 2010년 12월 9일)
- 국제우주정거장으로 우주선을 보낸 최초의 민간 기업 (팰컨 9 3차 발사 - 2012년 5월 25일)
- 정지 궤도에 인공위성을 쏘아올린 최초의 민간 기업 (팰컨 9 7차 발사 - 2013년 12월 3일)
- 궤도 로켓 1단 부스터를 최초로 지상에 착륙 성공 (팰컨 9 20차 발사 - 2015년 12월 22일)
- 궤도 로켓 1단 부스터를 최초로 해상 바지선에 착륙 성공 (팰컨 9 23차 발사 - 2016년 4월 8일)
- 궤도 로켓 1단 부스터를 최초로 재사용해 발사와 착륙 성공 (팰컨 9 32차 발사 - 2017년 3월 30일)[48]
- 최초로 화물 수송 2단 로켓의 조종 비행 및 회수 성공 (팰컨 9 32차 발사 - 2017년 3월 30일)[49]
- 상업용 화물 운송 우주선의 재사용 비행에 최초로 성공 (팰컨 9 35차 발사 - 2017년 6월 3일)[50]
- 팰컨 헤비 로켓의 발사 및 회수에 최초로 성공 (팰컨 헤비 1차 발사 - 2018년 2월 2일)
- 정지 천이 궤도에 역사상 최고 중량 인공위성 발사에 성공 (팰컨 9 58차 발사 - 2018년 7월 22일)
- 역사상 가장 값비싼 인공위성 발사 (팰컨 9 72차 발사 - 2019년 6월 12일)
- 국제우주정거장으로 우주인을 보낸 최초의 민간 기업 (팰컨 9 85차 발사 - 2020년 5월 30일)

2015년 12월, 스페이스X는 케이프 커내버럴 공군 기지에서 업그레이드된 팰컨 9 로켓의 20번째 지구 저궤도 발사가 진행되었다. 1단 부스터는 점화가 끝난 뒤 2단 로켓으로부터 정상적으로 분리되었다. 그 후 부스터는 엔진 3개를 점화해 케이프 캐너버럴로 귀환했는데, 이때 세계 최초로 발사된 로켓의 수직 착륙에 성공했다.
업그레이드된 팰컨 9는 현재 고밀도 추진 연료를 사용하는 유일한 로켓이다. 스페이스X는 전술한 20번째 발사에서 이 기술을 성공적으로 재도입했다. 그 전의 고밀도 추진 연료는 몇 가지 종류의 대륙간탄도미사일 (ICBM)과 소련의 실패한 N-1로켓에만 사용되었다.

### 실패
2013년 3월, 지구 궤도 내의 드래곤 우주선 추진 엔진에 문제가 발생했다. 문제의 원인은 막힌 연료 밸브였고, 이로 인해 우주선의 제대로 된 조종이 불가능했다. 스페이스X의 엔지니어들은 원격으로 막힌 밸브를 수리할 수 있었지만, 이로 인해 드래곤은 예상 날짜보다 하루 늦게 국제 우주 정거장에 도착해 도킹했다.
2015년 6월, 국제우주정거장 재보급을 위한 CRS-7 미션의 일환으로 드래곤 우주선이 장착된 팰컨 9 로켓이 발사되었다. 로켓에서 전송 된 텔레메트리 발사 데이터는 정상이었지만, 발사 2분 19초 뒤 갑자기 헬륨 압력이 감소하며 2단 로켓 주위로 연기가 발생하기 시작했다. 몇 초 뒤, 2단 로켓이 공중에서 폭발했다. 그 직후 1단 부스터는 비행을 계속했지만, 2단 로켓 폭발 몇 초 후 공기 압력에 의해 공중분해되었다. 화물이 담긴 드래곤 캡슐은 튕겨나가며 폭발을 피해 데이터를 전송했으나 곧 폭발 충격으로 인해 파괴되었다. 사고 후 이뤄진 조사에서 발사 오류에 대비해 낙하산을 전개할 수 있는 소프트웨어가 탑재되었더라면 드래곤 캡슐이 온전한 상태로 지상에 착지할 수 있었을 거라는 사실이 밝혀졌다. 폭발이 발생한 이유는 외부 업체에서 공수한 60cm 길이의 강철 지지대가 헬륨 압력 탱크를 고정하지 못하고 로켓의 가속력에 의해 떨어져나가 버렸기 때문이라고 한다. 그 후 틈이 생겨버리면서 고압력 헬륨이 저압력 연료 탱크로 흘러들어갔고, 결과적으로 2단 로켓이 폭발한 것이다. 스페이스X는 전반적인 컴퓨터 발사 프로그램 분석과 함께 추후 발사될 로켓과 그 안의 화물을 보호하기 위한 발사 중지 메커니즘을 탑재하기 위해 드래곤 소프트웨어를 수정했다.
2016년 9월, 실제 발사 전 추진 테스트를 진행하기 위한 연료 충전 작업 중에 있었던 팰컨 9 로켓이 폭발했다. 이로 인해 로켓에 실려 있던 2억 달러 가치의 Spacecom Amos-6 통신 인공위성이 파괴되었다. 머스크는 이번 사고가 스페이스X의 역사상 "가장 어렵고 복잡한 실패"라고 밝혔다. 스페이스X는 사고 원인 분석을 위해 3000개에 달하는 원격 텔레메트리 데이터와 폭발 당시 35-55밀리초 길이의 비디오 데이터를 분석해야 했다. 머스크는 추진 연료로 사용되는 액화 산소가 지나치게 차가워지면서 고체 상태로 응결되었고, 합성탄소 헬륨 탱크와 접촉하면서 로켓이 폭발했다고 밝혔다. 해당 사고로 인해 스페이스X는 사고 원인이 규명될 때까지 4개월 동안 발사를 중단해야 했고, 로켓 발사는 2017년 1월이 되어서야 재개되었다.

## 개발품목

### 우주발사체
스페이스X 최초의 우주발사체는 2006년 3월 발사에 성공한 팰컨 1이다. 이후 이를 기반으로 해서 보다 대형의 팰컨 9를 개발하여 2010년 9월 최초로 발사하는데 성공했다. 현재는 팰컨 1은 퇴역하였고 팰컨 9를 이용한 발사 서비스만을 제공하고 있으며, 대형 발사체인 팰컨 헤비를 개발하여 총 3회 성공적으로 발사하였다.
인간의 화성 이주 및 행성간 이동을 목표로 스타쉽의 개발을 진행 중이다.

### 우주선
스페이스X에서는 NASA와의 상업용 궤도 운송 서비스를 통해 ISS에 화물을 수송하기로 계약을 맺었으며, 이에 사용되는 우주선은 드래곤이다. 드래곤의 첫 비행은 2010년 6월 4일에 있었으며, 2012년 10월부터 화물을 ISS에 운반하고 있다. 또한, 향2020년 6월 크루 드래건을 통해 ISS에 민간기업 최초로 승무원을 보냈다. 또한 스페이스X는 화성에 가는 프로젝트를 추진하고 있다. 그 프로젝트에는 스타쉽을 사용하고 CEO인 일론 머스크가 맥시코 과달라하라에서 그 프로젝트를 발표했다.

### 위성 인터넷
스페이스X는 아프리카 빈곤 지역을 비롯하여 원할한 인터넷 서비스에 지장을 받는 모든 지역에 광대역 인터넷 서비스를 제공하고자 스타링크 위성군 프로젝트를 진행 중이다. 4,200기의 위성 발사를 목표로 하고 있으며 2020년 9월 기준 700여기의 발사가 완료된 상태이다. 2020년 후반 시범 서비스가 예정되어 있다.

## 갤러리

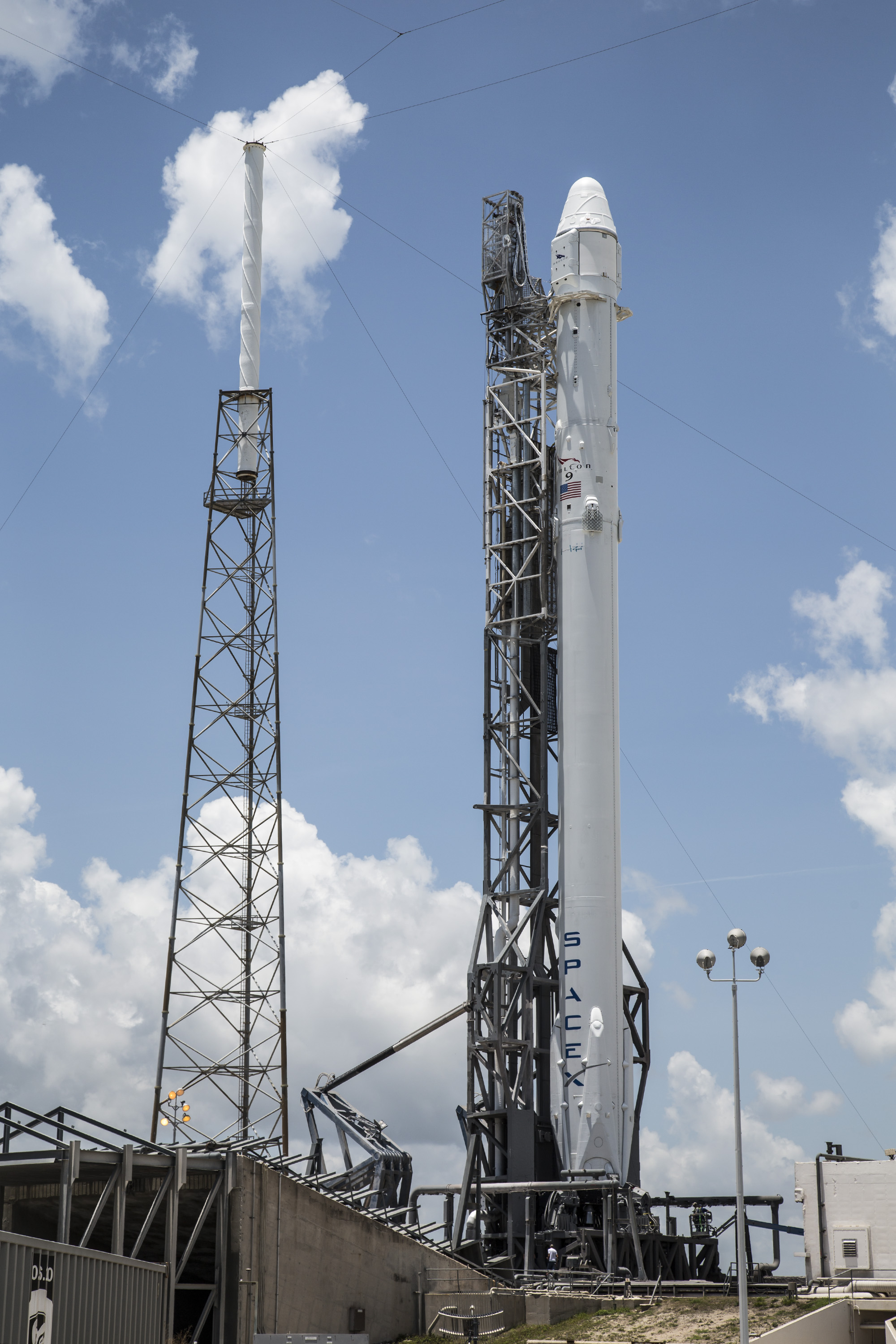
SLC-40 패드에 CRS-7 Dragon을 장착한 팔콘 9
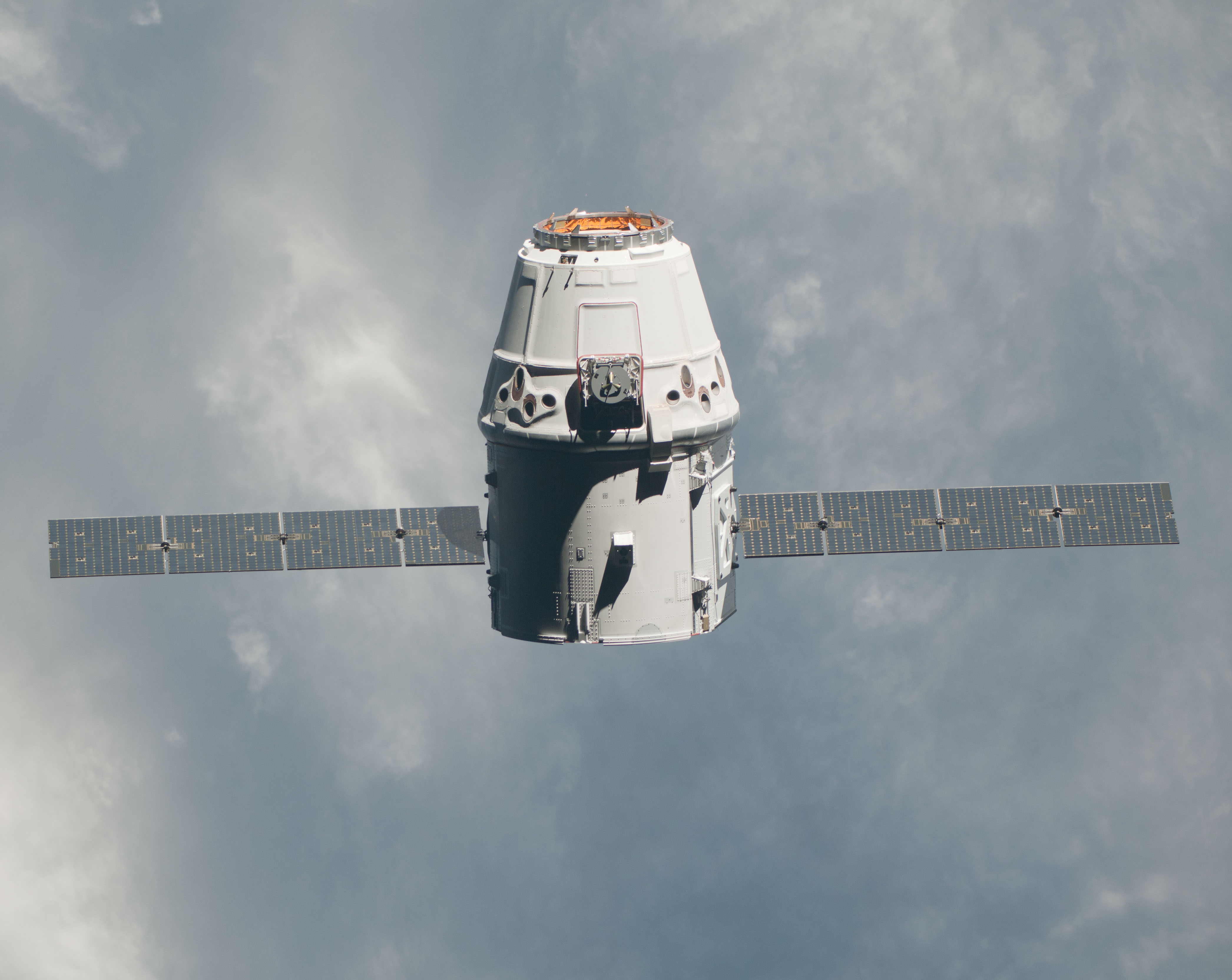
ISS에 접근중인 드래곤 우주선
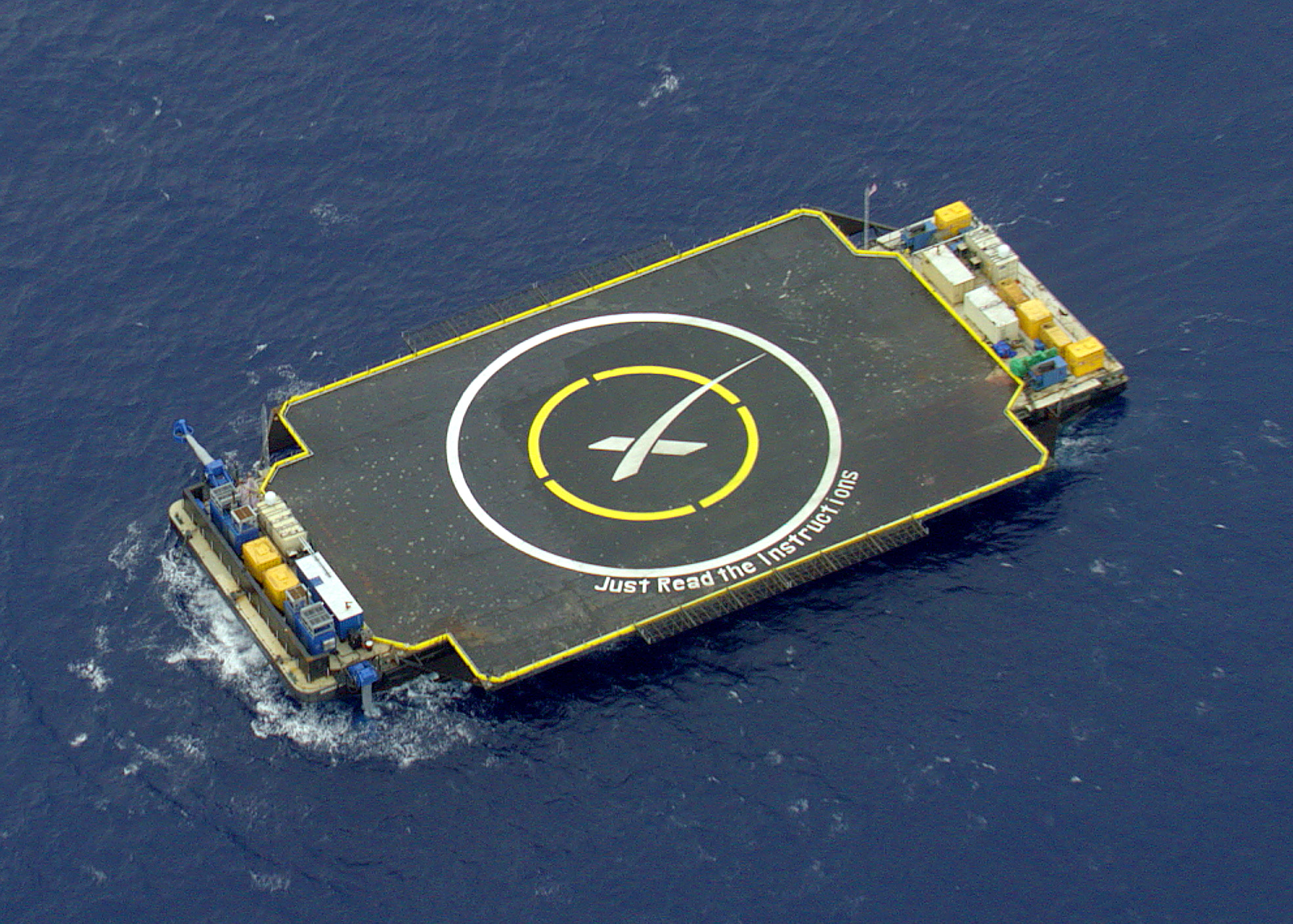
CRS-6를 탑재한 팔콘 9 Flight 17
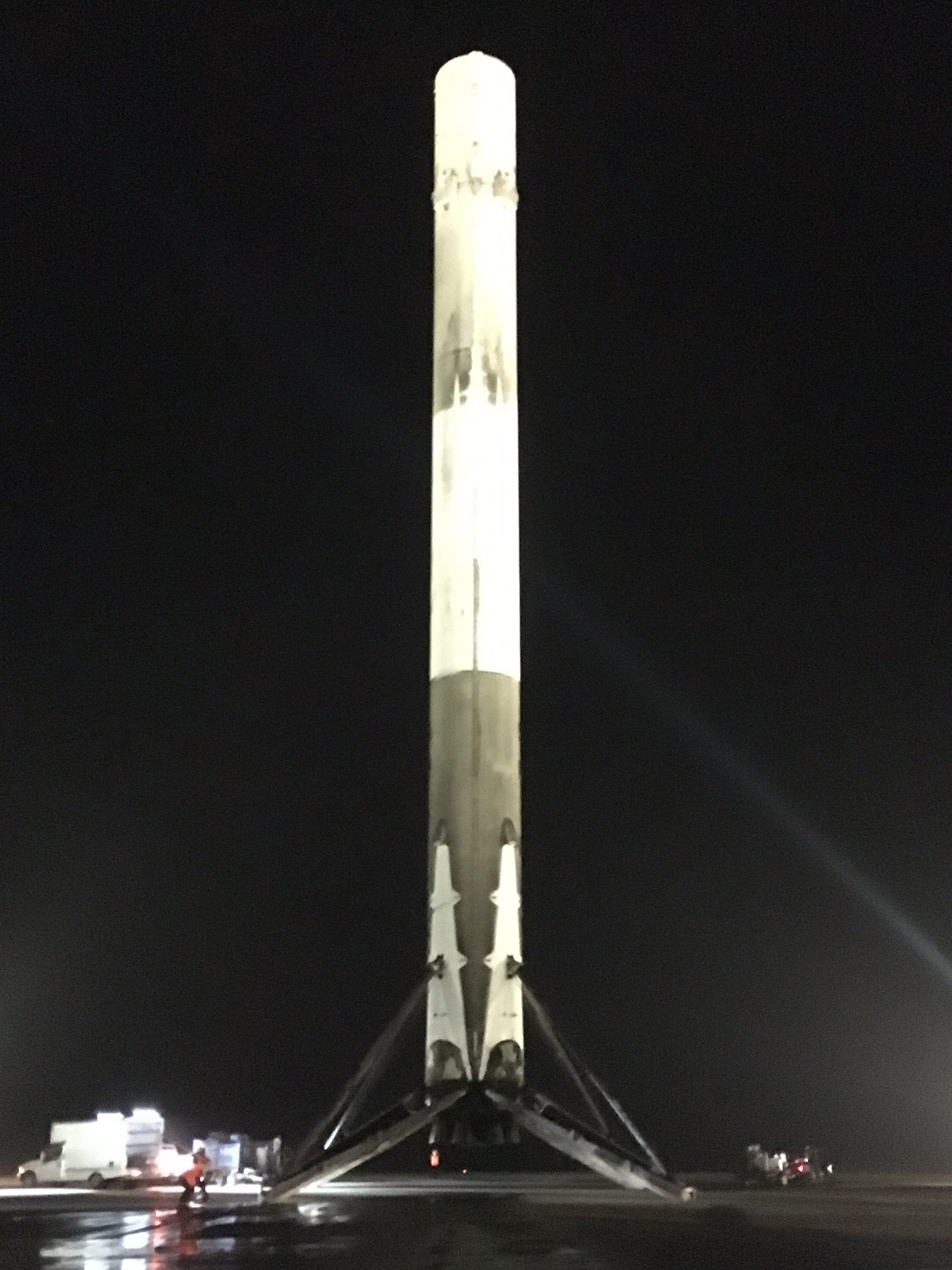
Falcon 9 호가 로켓 궤도인 OG2 Mission의 성공적인 수직 착륙 이후 착륙장에서 첫 발을 내딛은 모습
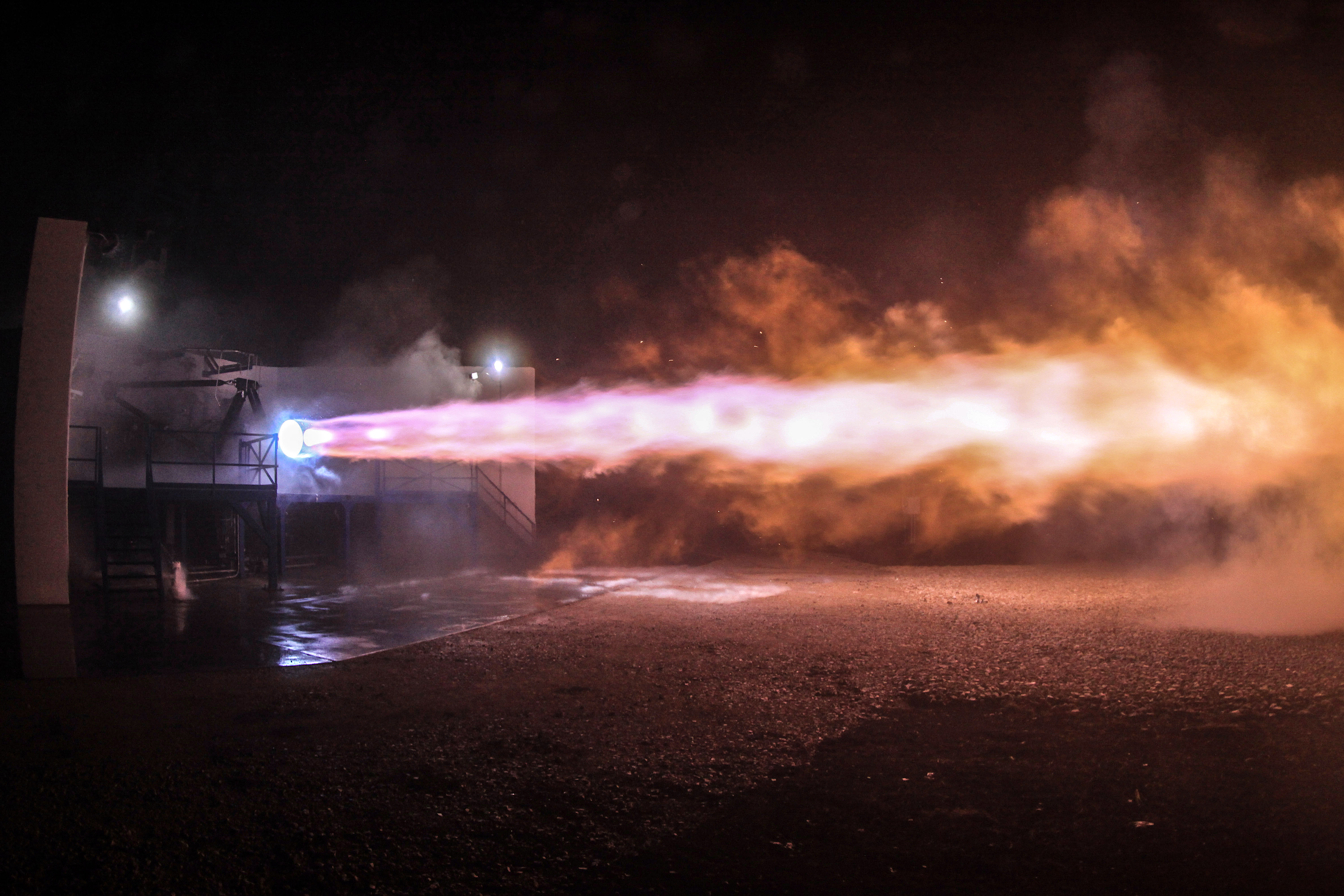
텍사스주 맥그리거에서 랩터 개발 엔진에 대한 첫 번째 시험 발사

## 같이 보기
- 스타링크
  - 위성군